# 岩下健吾
岩下 健吾（いわした  けんご、1988年9月23日 - ）は、神奈川県出身のプロ野球審判員。袖番号は55。神奈川県大和市在住（2016年時点）。

## 来歴・人物
神奈川県綾瀬市出身。父の転勤に伴い各地に移り住んだ後、5歳より大和市に在住。大和市立福田小学校時代に少年野球チームに所属し、野球を始める。大和市立引地台中学校、法政大学第二高等学校を経て法政大学に進学するが、大学3年生時に右肘を負傷し、プロ野球選手への道を断念する。アマチュア審判として2000年シドニーオリンピックなどの国際大会でも活躍する高校、大学の先輩から、プロ野球の審判員という道を紹介され、2011年2月に日本野球機構(NPB)審判員となる。
2015年9月26日の横浜DeNAベイスターズ対中日ドラゴンズ25回戦（横浜スタジアム）の二塁塁審にて一軍初出場。
2017年4月15日の横浜DeNAベイスターズ対東京ヤクルトスワローズで初の一軍公式戦球審を担当。
球審を務める際はヘルメット一体型のマスクを使用している。
2020年から球審での構えをボックススタンスからシザーススタンスに変更した。
2022年3月21日、イースタン・リーグの鎌ケ谷スタジアムで行われた北海道位日本ハム対横浜DeNAベイスターズ戦で責任審判を務めたが、9回日本ハムの高濱の打席で3ボール2ストライク時点で誤って「四球」を宣告したとして厳重注意を受けた。
2022年のオールスターゲームに初出場を果たし、第2戦で球審を務めた。

## 審判出場記録
- 初出場：2015年9月26日、横浜DeNAベイスターズ対中日ドラゴンズ25回戦（横浜スタジアム）、二塁塁審
- 出場試合数：434試合
- オールスター出場：1回（2022年）
- 日本シリーズ出場：なし

（記録は2023年シーズン終了時）

## 表彰
- ファインジャッジ賞：2回（2020年[4]・2021年[5]）
- イースタン・リーグ優秀審判員：1回（2015年）
- 審判員奨励賞：1回（2024年）